# Motocross-Weltmeisterschaft 2021
Die Motocross-Weltmeisterschaft 2021 war die 65. Saison der Motocross-Weltmeisterschaft.
Die Saison begann am 13. Juni im russischen Orljonok und endete am 10. November im italienischen Mantua.

## Übersicht

### Rennkalender
| #  | Datum                | Rennen                          | Ort               |
| -- | -------------------- | ------------------------------- | ----------------- |
| 1  | 12.–13. Juni         | Großer Preis von Russland       | Orljonok          |
| 2  | 26.–27. Juni         | Großer Preis von Großbritannien | Matterley Basin   |
| 3  | 3.–4. Juli           | Großer Preis von Italien        | Maggiora          |
| 4  | 17.–18. Juli         | Großer Preis der Niederlande    | Oss               |
| 5  | 24.–25. Juli         | Großer Preis von Tschechien     | Loket             |
| 6  | 31. Juli – 1. August | Großer Preis der Flandern       | Lommel            |
| 7  | 7.–8. August         | Großer Preis von Lettland       | Ķegums            |
| 8  | 4.–5. September      | Großer Preis der Türkei         | Afyonkarahisar    |
| 9  | 7.–8. September      | Großer Preis von Afyon          | Afyonkarahisar    |
| 10 | 18.–19. September    | Großer Preis von Sardinien      | Riola Sardo       |
| 11 | 2.–3. Oktober        | Großer Preis von Deutschland    | Teutschenthal     |
| 12 | 9.–10. Oktober       | Großer Preis von Frankreich     | Lacapelle-Marival |
| 13 | 16.–17. Oktober      | Großer Preis von Spanien        | Madrid            |
| 14 | 23.–24. Oktober      | Großer Preis von Trentino       | Pietramurata      |
| 15 | 26.–27. Oktober      | Großer Preis der Pietramurata   | Pietramurata      |
| 16 | 30.–31. Oktober      | Großer Preis von Garda          | Pietramurata      |
| 17 | 6.–7. November       | Großer Preis der Lombardei      | Mantua            |
| 18 | 9.–10. November      | Großer Preis von Mantua         | Mantua            |

### Punktesystem
Weltmeister wurde derjenige Fahrer beziehungsweise Konstrukteur, der in seiner jeweiligen Klasse die meisten Punkte erzielt hatte. Die 20 erstplatzierten Fahrer jedes Rennens erhielten Punkte nach dem folgenden Schema.
| Punkteverteilung | Punkteverteilung | Punkteverteilung | Punkteverteilung | Punkteverteilung | Punkteverteilung | Punkteverteilung | Punkteverteilung | Punkteverteilung | Punkteverteilung | Punkteverteilung | Punkteverteilung | Punkteverteilung | Punkteverteilung | Punkteverteilung | Punkteverteilung | Punkteverteilung | Punkteverteilung | Punkteverteilung | Punkteverteilung | Punkteverteilung |
| ---------------- | ---------------- | ---------------- | ---------------- | ---------------- | ---------------- | ---------------- | ---------------- | ---------------- | ---------------- | ---------------- | ---------------- | ---------------- | ---------------- | ---------------- | ---------------- | ---------------- | ---------------- | ---------------- | ---------------- | ---------------- |
| Platz            | 1                | 2                | 3                | 4                | 5                | 6                | 7                | 8                | 9                | 10               | 11               | 12               | 13               | 14               | 15               | 16               | 17               | 18               | 19               | 20               |
| Punkte           | 25               | 22               | 20               | 18               | 16               | 15               | 14               | 13               | 12               | 11               | 10               | 9                | 8                | 7                | 6                | 5                | 4                | 3                | 2                | 1                |

In die Fahrerwertung flossen alle von dem jeweiligen Fahrer erzielten Punkte ein. In die Konstrukteurswertung flossen für jedes Rennen die durch den jeweils bestplatzierten Fahrer erzielten Punkte ein, der für den Konstrukteur startete.

## MXGP

### Rennergebnisse
| #  | Datum  | Grand Prix     | Ort               | Grand Prix       | Grand Prix       | Grand Prix       | Sieger           | Sieger           | Gesamtführung    | Gesamtführung |
| #  | Datum  | Grand Prix     | Ort               | Erster Platz     | Zweiter Platz    | Dritter Platz    | Rennen 1         | Rennen 2         | Fahrer           | Konstrukteur  |
| -- | ------ | -------------- | ----------------- | ---------------- | ---------------- | ---------------- | ---------------- | ---------------- | ---------------- | ------------- |
| 1  | 13.06. | Russland       | Orljonok          | Tim Gajser       | Jeffrey Herlings | Romain Febvre    | Tim Gajser       | Tim Gajser       | Tim Gajser       | Honda         |
| 2  | 27.06. | Großbritannien | Matterley Basin   | Antonio Cairoli  | Tim Gajser       | Jeffrey Herlings | Antonio Cairoli  | Tim Gajser       | Tim Gajser       | Honda         |
| 3  | 04.07. | Italien        | Maggiora          | Jeffrey Herlings | Glenn Coldenhoff | Antonio Cairoli  | Romain Febvre    | Jeffrey Herlings | Tim Gajser       | KTM           |
| 4  | 18.07. | Niederlande    | Oss               | Tim Gajser       | Antonio Cairoli  | Romain Febvre    | Jeffrey Herlings | Antonio Cairoli  | Tim Gajser       | KTM           |
| 5  | 25.07. | Tschechien     | Loket             | Jorge Prado      | Antonio Cairoli  | Jeremy Seewer    | Jorge Prado      | Antonio Cairoli  | Tim Gajser       | KTM           |
| 6  | 01.08. | Belgien        | Lommel            | Romain Febvre    | Jeffrey Herlings | Pauls Jonass     | Jeffrey Herlings | Romain Febvre    | Tim Gajser       | KTM           |
| 7  | 08.08. | Lettland       | Ķegums            | Tim Gajser       | Jorge Prado      | Jeffrey Herlings | Jeffrey Herlings | Jorge Prado      | Tim Gajser       | KTM           |
| 8  | 05.09. | Türkei         | Afyonkarahisar    | Jeffrey Herlings | Jorge Prado      | Tim Gajser       | Jeffrey Herlings | Tim Gajser       | Tim Gajser       | KTM           |
| 9  | 08.09. | Afyon          | Afyonkarahisar    | Jeffrey Herlings | Tim Gajser       | Antonio Cairoli  | Jeffrey Herlings | Tim Gajser       | Tim Gajser       | KTM           |
| 10 | 19.09. | Sardinien      | Riola Sardo       | Jeffrey Herlings | Jorge Prado      | Romain Febvre    | Jeffrey Herlings | Jeffrey Herlings | Jeffrey Herlings | KTM           |
| 11 | 03.10. | Deutschland    | Teutschenthal     | Tim Gajser       | Jeffrey Herlings | Romain Febvre    | Jorge Prado      | Tim Gajser       | Tim Gajser       | KTM           |
| 12 | 10.10. | Frankreich     | Lacapelle-Marival | Jeffrey Herlings | Romain Febvre    | Tim Gajser       | Romain Febvre    | Jeffrey Herlings | Jeffrey Herlings | KTM           |
| 13 | 17.10. | Spanien        | Madrid            | Jeffrey Herlings | Jorge Prado      | Tim Gajser       | Romain Febvre    | Jeffrey Herlings | Jeffrey Herlings | KTM           |
| 14 | 24.10. | Trentino       | Pietramurata      | Jeffrey Herlings | Glenn Coldenhoff | Tim Gajser       | Jeffrey Herlings | Jeffrey Herlings | Jeffrey Herlings | KTM           |
| 15 | 27.10. | Pietramurata   | Pietramurata      | Antonio Cairoli  | Tim Gajser       | Romain Febvre    | Romain Febvre    | Antonio Cairoli  | Jeffrey Herlings | KTM           |
| 16 | 31.10. | Garda          | Pietramurata      | Jeremy Seewer    | Tim Gajser       | Romain Febvre    | Jeremy Seewer    | Tim Gajser       | Romain Febvre    | KTM           |
| 17 | 07.11. | Lombardei      | Mantua            | Jeffrey Herlings | Romain Febvre    | Antonio Cairoli  | Romain Febvre    | Jeffrey Herlings | Romain Febvre    | KTM           |
| 18 | 10.11. | Mantua         | Mantua            | Jeffrey Herlings | Tim Gajser       | Romain Febvre    | Jeffrey Herlings | Jeffrey Herlings | Jeffrey Herlings | KTM           |

### Fahrerwertung
| Rang | Fahrer              | Konstrukteur | Punkte |
| ---- | ------------------- | ------------ | ------ |
| 01.  | Jeffrey Herlings    | KTM          | 708    |
| 02.  | Romain Febvre       | Kawasaki     | 703    |
| 03.  | Tim Gajser          | Honda        | 688    |
| 04.  | Jeremy Seewer       | Yamaha       | 566    |
| 05.  | Jorge Prado         | KTM          | 562    |
| 06.  | Antonio Cairoli     | KTM          | 545    |
| 07.  | Glenn Coldenhoff    | Yamaha       | 442    |
| 08.  | Pauls Jonass        | GasGas       | 391    |
| 09.  | Thomas Kjær Olsen   | Husqvarna    | 332    |
| 10.  | Alessandro Lupino   | KTM          | 319    |
| 11.  | Ben Watson          | Yamaha       | 300    |
| 12.  | Brian Bogers        | GasGas       | 290    |
| 13.  | Jeremy Van Horebeek | Beta         | 232    |
| 14.  | Calvin Vlaanderen   | Yamaha       | 203    |
| 15.  | Henry Jacobi        | Honda        | 188    |
| 16.  | Brent Van doninck   | Yamaha       | 152    |
| 17.  | Shaun Simpson       | KTM          | 126    |
| 18.  | Alberto Forato      | GasGas       | 119    |
| 19.  | Arnaud Tonus        | Yamaha       | 119    |
| 20.  | Benoît Paturel      | Honda        | 110    |
| 21.  | Kevin Strijbos      | Yamaha       | 106    |
| 22.  | Arminas Jasikonis   | Husqvarna    | 103    |
| 23.  | Tom Koch            | KTM          | 076    |

| Rang | Fahrer             | Konstrukteur | Punkte |
| ---- | ------------------ | ------------ | ------ |
| 24.  | Dylan Wright       | Honda        | 075    |
| 25.  | Mathys Boisramé    | Kawasaki     | 062    |
| 26.  | Rubén Fernández    | Honda        | 056    |
| 27.  | Ivo Monticelli     | Kawasaki     | 054    |
| 28.  | Alvin Östlund      | Yamaha       | 050    |
| 29.  | Valentin Guillod   | Yamaha       | 049    |
| 30.  | Lorenzo Locurcio   | KTM          | 047    |
| 31.  | Wsewolod Bryljakow | Honda        | 045    |
| 32.  | Adam Sterry        | KTM          | 039    |
| 33.  | Jordi Tixier       | KTM          | 033    |
| 34.  | Cyril Genot        | KTM          | 015    |
| 35.  | Josh Gilbert       | Husqvarna    | 011    |
| 36.  | José Butrón        | KTM          | 011    |
| 37.  | Jewgeni Bobryschew | Husqvarna    | 006    |
| 38.  | Lars van Berkel    | Honda        | 005    |
| 39.  | Jimmy Clochet      | Beta         | 004    |
| 40.  | Nathan Watson      | Honda        | 004    |
| 41.  | David Philippaerts | Yamaha       | 003    |
| 42.  | Maxime Desprey     | Yamaha       | 003    |
| 43.  | Hardi Roosiorg     | KTM          | 001    |
| 44.  | Anton Gole         | Husqvarna    | 001    |
| 45.  | Morgan Lesiardo    | Honda        | 001    |
| 46.  | Todd Kellett       | Yamaha       | 001    |

### Konstrukteurswertung
| \| Rang \| Konstrukteur \| Punkte \| \| ---- \| ------------ \| ------ \| \| 01. \| KTM \| 842 \| \| 02. \| Kawasaki \| 708 \| \| 03. \| Honda \| 702 \| \| 04. \| Yamaha \| 616 \| \| 05. \| GasGas \| 486 \| \| 06. \| Husqvarna \| 359 \| \| 07. \| Beta \| 232 \| |              |        |
| Rang | Konstrukteur | Punkte |
| 01. | KTM          | 842    |
| 02. | Kawasaki     | 708    |
| 03. | Honda        | 702    |
| 04. | Yamaha       | 616    |
| 05. | GasGas       | 486    |
| 06. | Husqvarna    | 359    |
| 07. | Beta         | 232    |

## MX2

### Rennergebnisse
| #  | Datum  | Grand Prix     | Ort               | Grand Prix        | Grand Prix        | Grand Prix         | Sieger             | Sieger             | Gesamtführung     | Gesamtführung |
| #  | Datum  | Grand Prix     | Ort               | Erster Platz      | Zweiter Platz     | Dritter Platz      | Rennen 1           | Rennen 2           | Fahrer            | Konstrukteur  |
| -- | ------ | -------------- | ----------------- | ----------------- | ----------------- | ------------------ | ------------------ | ------------------ | ----------------- | ------------- |
| 1  | 13.06. | Russland       | Orljonok          | Tom Vialle        | Rubén Fernández   | Mathys Boisramé    | Tom Vialle         | Tom Vialle         | Tom Vialle        | KTM           |
| 2  | 27.06. | Großbritannien | Matterley Basin   | Maxime Renaux     | Mattia Guadagnini | Rubén Fernández    | Maxime Renaux      | Mattia Guadagnini  | Rubén Fernández   | KTM           |
| 3  | 04.07. | Italien        | Maggiora          | Mattia Guadagnini | Maxime Renaux     | Jago Geerts        | Thibault Benistant | Mattia Guadagnini  | Mattia Guadagnini | KTM           |
| 4  | 18.07. | Niederlande    | Oss               | Jago Geerts       | Jed Beaton        | Kay de Wolf        | Jago Geerts        | Jago Geerts        | Maxime Renaux     | Yamaha        |
| 5  | 25.07. | Tschechien     | Loket             | Mattia Guadagnini | Maxime Renaux     | Thibault Benistant | Mattia Guadagnini  | Thibault Benistant | Maxime Renaux     | KTM           |
| 6  | 01.08. | Belgien        | Lommel            | Jago Geerts       | Kay de Wolf       | Maxime Renaux      | Jago Geerts        | Kay de Wolf        | Maxime Renaux     | Yamaha        |
| 7  | 08.08. | Lettland       | Ķegums            | Maxime Renaux     | Jago Geerts       | Mattia Guadagnini  | Maxime Renaux      | Maxime Renaux      | Maxime Renaux     | Yamaha        |
| 8  | 05.09. | Türkei         | Afyonkarahisar    | Tom Vialle        | Maxime Renaux     | Jed Beaton         | Tom Vialle         | Maxime Renaux      | Maxime Renaux     | Yamaha        |
| 9  | 08.09. | Afyon          | Afyonkarahisar    | Tom Vialle        | Maxime Renaux     | Mattia Guadagnini  | Maxime Renaux      | Tom Vialle         | Maxime Renaux     | Yamaha        |
| 10 | 19.09. | Sardinien      | Riola Sardo       | Tom Vialle        | Maxime Renaux     | Kay de Wolf        | Tom Vialle         | Tom Vialle         | Maxime Renaux     | Yamaha        |
| 11 | 03.10. | Deutschland    | Teutschenthal     | Maxime Renaux     | Tom Vialle        | Rene Hofer         | Tom Vialle         | Maxime Renaux      | Maxime Renaux     | Yamaha        |
| 12 | 10.10. | Frankreich     | Lacapelle-Marival | Tom Vialle        | Mattia Guadagnini | Maxime Renaux      | Tom Vialle         | Tom Vialle         | Maxime Renaux     | KTM           |
| 13 | 17.10. | Spanien        | Madrid            | Maxime Renaux     | Tom Vialle        | Jed Beaton         | Tom Vialle         | Maxime Renaux      | Maxime Renaux     | Yamaha        |
| 14 | 24.10. | Trentino       | Pietramurata      | Tom Vialle        | Jago Geerts       | Rubén Fernández    | Tom Vialle         | Tom Vialle         | Maxime Renaux     | KTM           |
| 15 | 27.10. | Pietramurata   | Pietramurata      | Rene Hofer        | Jago Geerts       | Rubén Fernández    | Tom Vialle         | Rene Hofer         | Maxime Renaux     | KTM           |
| 16 | 31.10. | Garda          | Pietramurata      | Maxime Renaux     | Tom Vialle        | Rubén Fernández    | Rene Hofer         | Maxime Renaux      | Maxime Renaux     | KTM           |
| 17 | 07.11. | Lombardei      | Mantua            | Jago Geerts       | Maxime Renaux     | Tom Vialle         | Maxime Renaux      | Jago Geerts        | Maxime Renaux     | KTM           |
| 18 | 10.11. | Mantua         | Mantua            | Jago Geerts       | Maxime Renaux     | Kay de Wolf        | Jago Geerts        | Maxime Renaux      | Maxime Renaux     | Yamaha        |

### Fahrerwertung
| Rang | Fahrer               | Konstrukteur | Punkte |
| ---- | -------------------- | ------------ | ------ |
| 01.  | Maxime Renaux        | Yamaha       | 734    |
| 02.  | Jago Geerts          | Yamaha       | 610    |
| 03.  | Tom Vialle           | KTM          | 570    |
| 04.  | Mattia Guadagnini    | KTM          | 548    |
| 05.  | Jed Beaton           | Husqvarna    | 540    |
| 06.  | Rene Hofer           | KTM          | 527    |
| 07.  | Kay de Wolf          | Husqvarna    | 478    |
| 08.  | Thibault Benistant   | Yamaha       | 413    |
| 09.  | Rubén Fernández      | Honda        | 404    |
| 10.  | Simon Längenfelder   | GasGas       | 336    |
| 11.  | Mikkel Haarup        | Kawasaki     | 326    |
| 12.  | Wilson Todd          | Kawasaki     | 316    |
| 13.  | Isak Gifting         | GasGas       | 279    |
| 14.  | Andrea Adamo         | GasGas       | 259    |
| 15.  | Mathys Boisramé      | Kawasaki     | 223    |
| 16.  | Conrad Mewse         | KTM          | 203    |
| 17.  | Roan van de Moosdijk | Kawasaki     | 190    |
| 18.  | Stephen Rubini       | Honda        | 142    |
| 19.  | Bastian Bøgh Damm    | KTM          | 142    |
| 20.  | Jan Pancar           | KTM          | 136    |
| 21.  | Petr Polák           | Yamaha       | 078    |
| 22.  | Gianluca Facchetti   | KTM          | 063    |
| 23.  | Brian Hsu            | KTM          | 062    |
| 24.  | Emilio Scuteri       | TM           | 039    |
| 25.  | Michael Sandner      | KTM          | 033    |
| 26.  | Glen Meier           | KTM          | 031    |

| Rang | Fahrer                | Konstrukteur | Punkte |
| ---- | --------------------- | ------------ | ------ |
| 27.  | Lion Florian          | KTM          | 029    |
| 28.  | Kevin Horgmo          | GasGas       | 026    |
| 29.  | Tom Guyon             | KTM          | 019    |
| 30.  | Jakub Terešák         | KTM          | 018    |
| 31.  | Pierre Goupillon      | KTM          | 018    |
| 32.  | Filippo Zonta         | Honda        | 016    |
| 33.  | Liam Everts           | KTM          | 015    |
| 34.  | Giuseppe Tropepe      | Husqvarna    | 014    |
| 35.  | Kevin Brumann         | Yamaha       | 014    |
| 36.  | Håkon Fredriksen      | Yamaha       | 012    |
| 37.  | Jan Wagenknecht       | KTM          | 012    |
| 38.  | Ashton Dickinson      | KTM          | 011    |
| 39.  | Taylor Hammal         | Kawasaki     | 010    |
| 40.  | Filip Olsson          | Husqvarna    | 008    |
| 41.  | Gerard Congost        | Yamaha       | 007    |
| 42.  | Joel Rizzi            | Honda        | 007    |
| 43.  | Paul Haberland        | Honda        | 006    |
| 44.  | Guillem Farrés        | GasGas       | 006    |
| 45.  | Valerio Lata          | KTM          | 006    |
| 46.  | Emil Weckman          | Honda        | 006    |
| 47.  | Petr Rathouský        | KTM          | 004    |
| 48.  | Timur Petraschin      | KTM          | 004    |
| 49.  | Nathan Renkens        | KTM          | 002    |
| 50.  | Mike Gwerder          | KTM          | 002    |
| 51.  | Noah Ludwig           | KTM          | 001    |
| 52.  | Anton Nordström Graaf | Yamaha       | 001    |

### Konstrukteurswertung
| \| Rang \| Konstrukteur \| Punkte \| \| ---- \| ------------ \| ------ \| \| 01. \| Yamaha \| 809 \| \| 02. \| KTM \| 797 \| \| 03. \| Husqvarna \| 616 \| \| 04. \| Kawasaki \| 513 \| \| 05. \| Honda \| 459 \| \| 06. \| GasGas \| 440 \| \| 07. \| TM \| 039 \| |              |        |
| Rang | Konstrukteur | Punkte |
| 01. | Yamaha       | 809    |
| 02. | KTM          | 797    |
| 03. | Husqvarna    | 616    |
| 04. | Kawasaki     | 513    |
| 05. | Honda        | 459    |
| 06. | GasGas       | 440    |
| 07. | TM           | 039    |

## WMX

### Rennergebnisse
| # | Datum  | Grand Prix | Ort            | Grand Prix          | Grand Prix          | Grand Prix         | Sieger             | Sieger              | Gesamtführung       | Gesamtführung |
| # | Datum  | Grand Prix | Ort            | Erster Platz        | Zweiter Platz       | Dritter Platz      | Rennen 1           | Rennen 2            | Fahrer              | Konstrukteur  |
| - | ------ | ---------- | -------------- | ------------------- | ------------------- | ------------------ | ------------------ | ------------------- | ------------------- | ------------- |
| 1 | 25.07. | Tschechien | Loket          | Courtney Duncan     | Shana van der Vlist | Larissa Papenmeier | Courtney Duncan    | Courtney Duncan     | Courtney Duncan     | Kawasaki      |
| 2 | 01.08. | Belgien    | Lommel         | Shana van der Vlist | Kiara Fontanesi     | Lynn Valk          | Lynn Valk          | Shana van der Vlist | Shana van der Vlist | KTM           |
| 3 | 05.09. | Türkei     | Afyonkarahisar | Courtney Duncan     | Kiara Fontanesi     | Nancy van de Ven   | Kiara Fontanesi    | Courtney Duncan     | Courtney Duncan     | Kawasaki      |
| 4 | 08.09. | Afyon      | Afyonkarahisar | Kiara Fontanesi     | Courtney Duncan     | Larissa Papenmeier | Kiara Fontanesi    | Kiara Fontanesi     | Courtney Duncan     | Kawasaki      |
| 5 | 17.10. | Spanien    | Madrid         | Courtney Duncan     | Nancy van de Ven    | Kiara Fontanesi    | Nancy van de Ven   | Courtney Duncan     | Courtney Duncan     | Kawasaki      |
| 6 | 24.10. | Trentino   | Pietramurata   | Larissa Papenmeier  | Courtney Duncan     | Nancy van de Ven   | Larissa Papenmeier | Courtney Duncan     | Courtney Duncan     | Kawasaki      |

### Fahrerwertung
| Rang | Fahrer              | Konstrukteur | Punkte |
| ---- | ------------------- | ------------ | ------ |
| 01.  | Courtney Duncan     | Kawasaki     | 268    |
| 02.  | Nancy van de Ven    | Yamaha       | 237    |
| 03.  | Kiara Fontanesi     | GasGas       | 227    |
| 04.  | Larissa Papenmeier  | Yamaha       | 214    |
| 05.  | Shana van der Vlist | KTM          | 197    |
| 06.  | Amandine Verstappen | Kawasaki     | 184    |
| 07.  | Lynn Valk           | Husqvarna    | 174    |
| 08.  | Sara Andersen       | KTM          | 159    |
| 09.  | Daniela Guillén     | KTM          | 154    |
| 10.  | Tahlia O’Hare       | Honda        | 112    |
| 11.  | Malou Jakobsen      | KTM          | 083    |
| 12.  | Mathea Selebø       | Yamaha       | 077    |
| 13.  | Elisa Galvagno      | Yamaha       | 071    |
| 14.  | Britt Jans-Beken    | KTM          | 070    |
| 15.  | Line Dam            | Yamaha       | 069    |
| 16.  | Virginie Germond    | KTM          | 053    |
| 17.  | Jamie Astudillo     | KTM          | 046    |
| 18.  | Anne Borchers       | Suzuki       | 039    |

| Rang | Fahrer                 | Konstrukteur | Punkte |
| ---- | ---------------------- | ------------ | ------ |
| 19.  | Avrie Berry            | Husqvarna    | 037    |
| 20.  | Gabriela Seisdedos     | KTM          | 036    |
| 21.  | Giorgia Blasigh        | GasGas       | 030    |
| 22.  | Sandra Karlsson        | Kawasaki     | 021    |
| 23.  | Giorgia Montini        | GasGas       | 019    |
| 24.  | Sandra Keller          | Kawasaki     | 019    |
| 25.  | Jana Sánchez           | Yamaha       | 017    |
| 26.  | Mia Ribić              | GasGas       | 008    |
| 27.  | Jenitty van der Beek   | KTM          | 007    |
| 28.  | Danée Gelissen         | KTM          | 006    |
| 29.  | Elena Kapsamer         | GasGas       | 003    |
| 30.  | Laura Raunkjær         | KTM          | 003    |
| 31.  | Giorgia Giudici        | Husqvarna    | 003    |
| 32.  | Alicia Reitze          | Yamaha       | 002    |
| 33.  | Fiona Hoppe            | Husqvarna    | 002    |
| 34.  | Janina Lehmann         | Yamaha       | 002    |
| 35.  | Kimberley Braam        | GasGas       | 002    |
| 36.  | Stephanie Stoutjesdijk | Husqvarna    | 001    |

### Konstrukteurswertung
| \| Rang \| Konstrukteur \| Punkte \| \| ---- \| ------------ \| ------ \| \| 01. \| Kawasaki \| 268 \| \| 02. \| Yamaha \| 246 \| \| 03. \| GasGas \| 230 \| \| 04. \| KTM \| 213 \| \| 05. \| Husqvarna \| 174 \| \| 06. \| Honda \| 112 \| \| 07. \| Suzuki \| 039 \| |              |        |
| Rang | Konstrukteur | Punkte |
| 01. | Kawasaki     | 268    |
| 02. | Yamaha       | 246    |
| 03. | GasGas       | 230    |
| 04. | KTM          | 213    |
| 05. | Husqvarna    | 174    |
| 06. | Honda        | 112    |
| 07. | Suzuki       | 039    |